# Kouts (Indiana)
Kouts es un pueblo ubicado en el condado de Porter, Indiana, Estados Unidos. Según el censo de 2020, tiene una población de 2028 habitantes.

## Geografía
La localidad está ubicada en las coordenadas 41°19′2″N 87°1′36″O / 41.31722, -87.02667 (41.317175, -87.026581). Según la Oficina del Censo de los Estados Unidos, Kouts tiene una superficie total de 3.14 km², correspondientes en su totalidad a tierra firme.

## Demografía
Según el censo de 2020, hay 2028 personas residiendo en Kouts. La densidad de población es de 645.86 hab./km². El 92.65% de los habitantes son blancos, el 0.30% son afroamericanos, el 0.20% son amerindios, el 0.15% son asiáticos, el 1.08% son de otras razas y el 5.62% son de una mezcla de razas. Del total de la población, el 4.54% son hispanos o latinos de cualquier raza.